# Ferran de Borbó-Dues Sicílies (duc de Castro)
Ferran de Borbó-Dues Sicílies (duc de Castro) (Podzamcze (Polònia) 1926 - Nàpols 2008). Pretendent al tron de les Dues Sicílies, ostentà el títol del Ducat de Castro amb el tractament d'altesa reial.
Nascut a la localitat polonesa de Podzamcze el dia 28 de maig de 1926 essent fill del príncep Rainier de Borbó-Dues Sicílies i de l'aristòcrata polonesa Carolina Zamoyska. Per via paterna, Ferran era net del príncep Alfons de Borbó-Dues Sicílies i de la princesa Maria Antonieta de Borbó-Dues Sicílies.
El dia 23 de juliol de 1949 contragué matrimoni amb l'aristòcrata francoitaliana Chantal de Chevron-Villet. La parella tingué tres fills:
- SAR la princesa Beatriu de Borbó-Dues Sicílies, nascuda a Saint Raphael el 1950. Contragué matrimoni el 1979 a París amb el príncep Carles Napoleó.

- SAR la princesa Anna de Borbó-Dues Sicílies, nascuda a Saint Raphael el 1957. Contragué matrimoni el 1977 amb Jacques Coquin.

- SAR el príncep Carles de Borbó-Dues Sicílies el 1963 a Saint Raphael. Es casà el 1998 a Mònaco amb Camilla Crociani.